# Sarnen
Sarnen Svájc egyik városa és Obwalden kanton székhelye. 2013-ban 10 084 lakosa volt, többségükben német anyanyelvűek.

## Története
A régészeti leletek tanúsága szerint Sarnen helyén már a kora bronzkorban is éltek emberek. Nevének első említése egy 825-909 közötti dokumentumról való Sarnono formában.
1468-ban egy tűzvész a város nagy részét - 22 házat, köztük az 1418-ban épült városházát - elpusztította. 1919 áprilisában is leégett a főtéren álló "Zum Schlüssel" fogadó és egy lakóház.
A napóleoni Helvét Köztársaság idején a Waldstätte kanton Sarneni körzetének volt a központja. A köztársaság bukása után, 1803-ban Obwalden kanton függetlensége helyreállt, azóta Sarnen a kanton székhelye.
1831-ben a Grosse Melchaa patak áradása öntötte el a várost. A 19. század végén a Melchaat elterelték, így többé már nem a lakott területen át folyik a Sarneni-tóba.
1964 tavaszán két közepes erősségű földrengésben több épület is megrongálódott.
A 2005-ös közép-európai árvizek idején a Sarneni-tó vízszintje megemelkedett és jelentős anyagi károkat okozott.

## Elhelyezkedése
Sarnen Obwalden kantonban, 473 méteres tengerszint fölötti magasságon, a Sarneni-tó partján fekszik. Az önkormányzathoz tartozó terület legmagasabb pontja a 2040 m magas Fürstein-hegy, de nincs messze a kedvelt turistacélpont Pilátus-hegy sem.
A sarneni önkormányzat területe 73,1 km², amelyből 40%-ot a mezőgazdaság hasznosít, 50,9% erdő, 5,2%-ot foglalnak el az épületek és utak, 4%-ot pedig a hegyek és folyók.
Az önkormányzathoz öt település tartozik: maga Sarnen (5 984 lakos), Stalden (1 072 lakos), Wilen (1 234 lakos), Kägiswil (1 214 lakos) és Ramersberg (294 lakos).
Sarnenben évente átlagosan 139,3 csapadékos nap van, melyek során 1200 mm eső vagy hó hullik. A legcsapadékosabb hónap az augusztus (162 mm), míg a legszárazabb a január (66 mm).

## Lakosság
Sarnenben 2013 decemberében 10 084-en éltek. 2007 a lakosok 12,8%-a volt külföldi állampolgár. 2000-2010 között a népesség 6,7%-kal nőtt. A lakosok többségének anyanyelve a német (91,0%), a második leggyakoribb az olasz (1,6%) a harmadik pedig az albán (1,6%). 2000-ben 3452 háztartás volt a városban. Az utóbbi időben a város lakossága gyorsan nő a Luzern közelsége miatt idetelepülők okán.
Sarnenben a munkanélküliség 1,16%-os. 2005-ös adatok szerint 465-en dolgoztak az elsődleges (kitermelő), 1 854-en a feldolgozó (másodlagos) és 3 649-en a szolgáltató (harmadlagos) szektorban.
2008-ban a lakosság 74,7%-a római katolikusnak, 7,9%-a pedig reformátusnak vallotta magát.

## Látnivalók
Érdemes megtekinteni a Landenberg kastélyt, amely a középkorban a helytartók szállása, a 17-20. században a kantoni népgyűlés színhelye volt; a főteret (Dorfplatz); a Grundacher-házat (most könyvtár működik benne); a régi kaszárnya épületében elhelyezett történeti múzeumot; a Sarner Aa folyó partján álló Hexenturmot, mely a 13 században épült erődtorony, és az idők folyamán volt börtön, kincstár és múzeum - ma a kanton levéltára kapott itt elhelyezést; és a barokk Szent Péter és Pál plébániatemplomot.

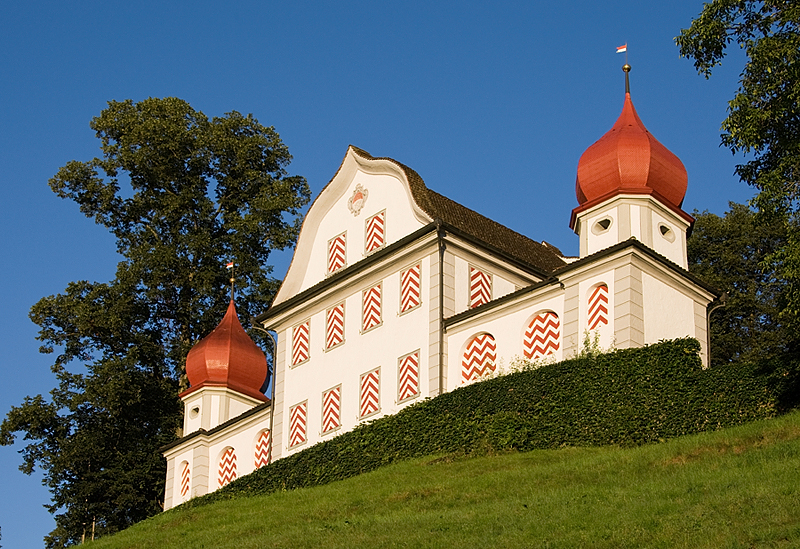
Landenberg
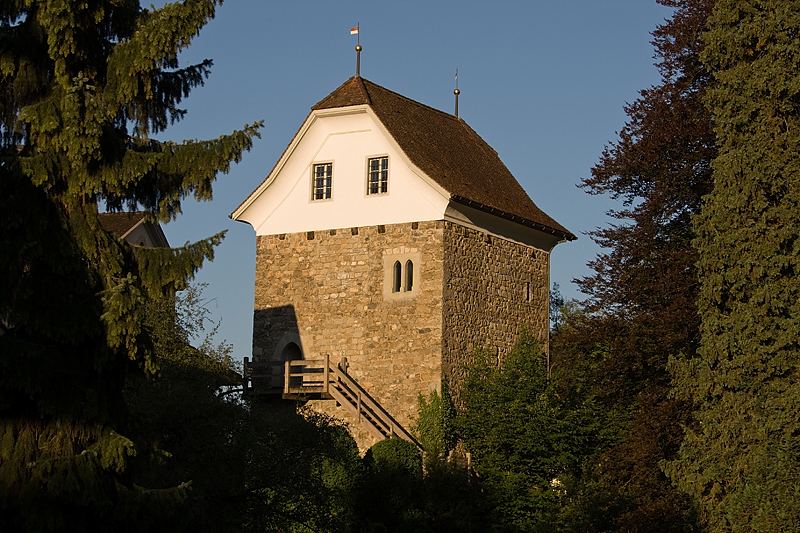
Hexenturm
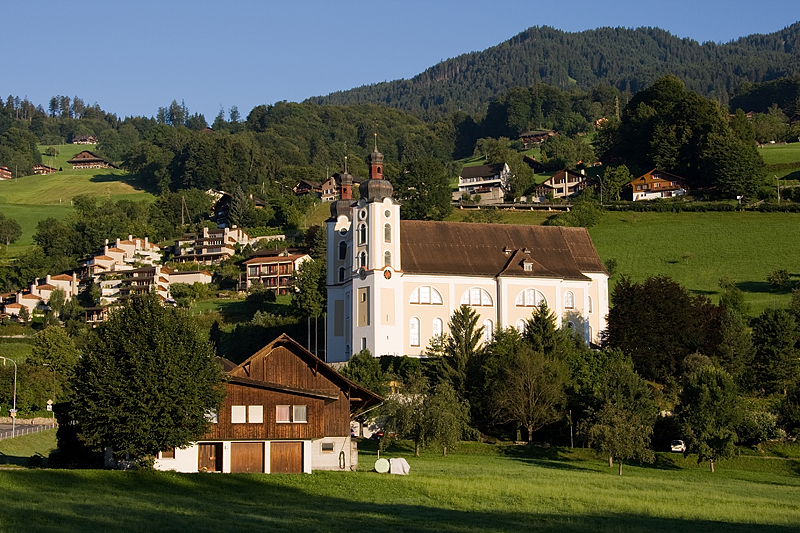
Szt.Péter és Pál templom
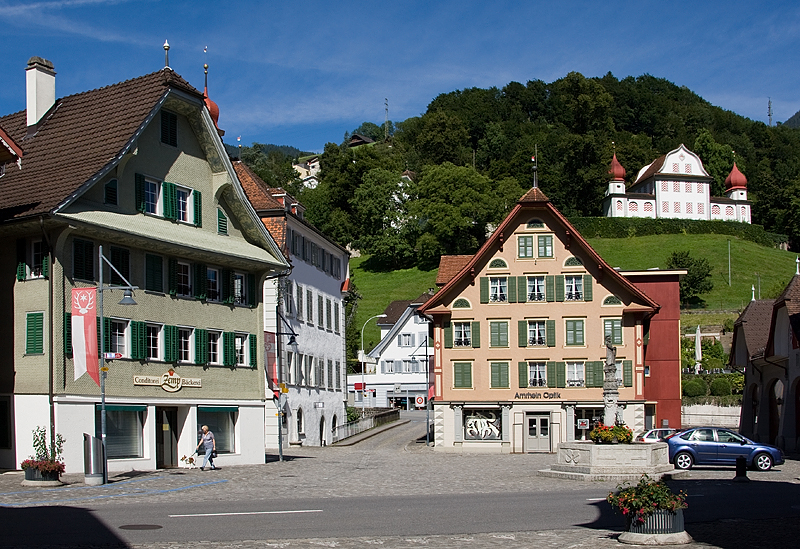
Dorfplatz
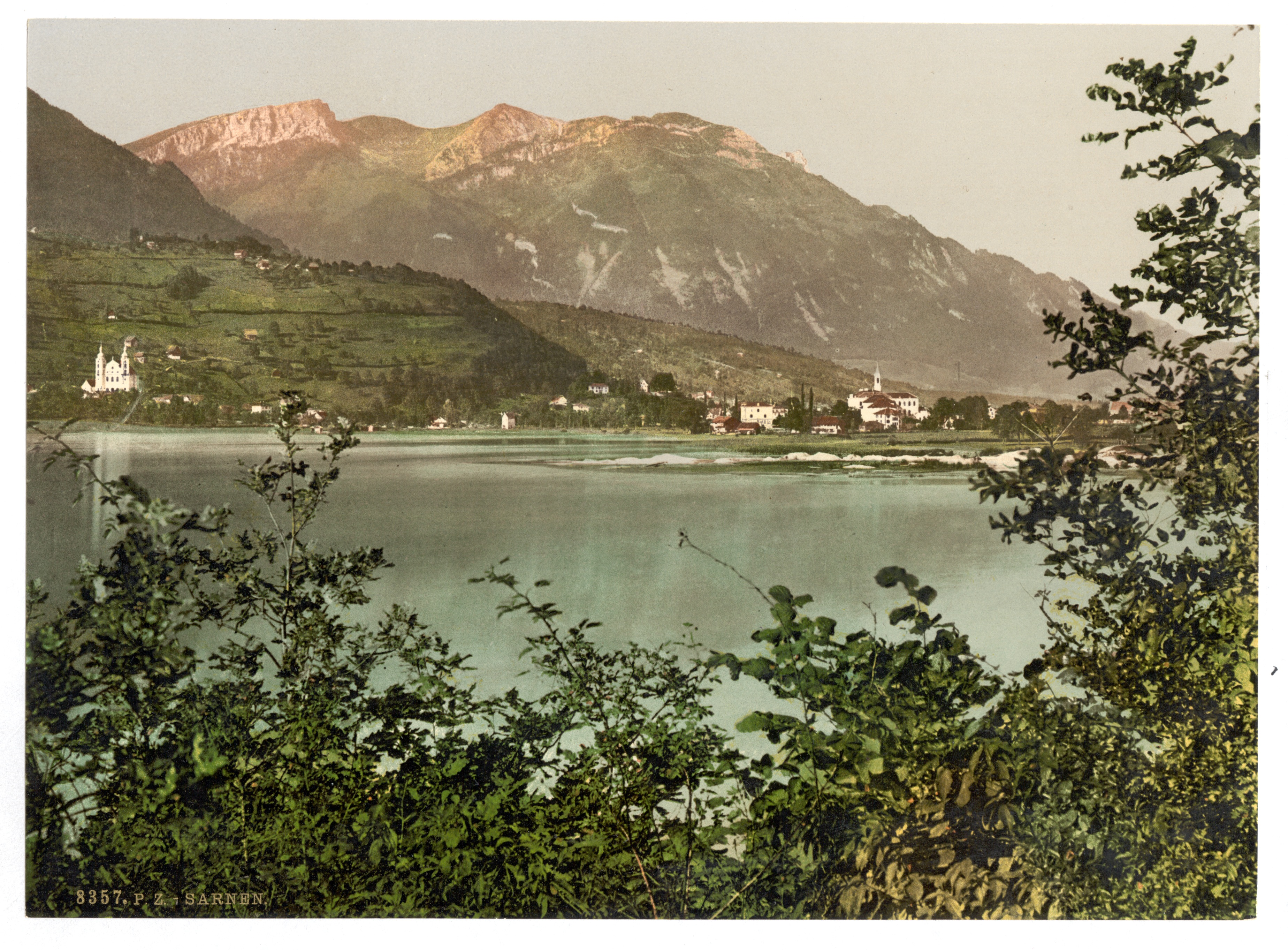
Sarnen és a Sarneni-tó 1900-ban

## Fordítás
- Ez a szócikk részben vagy egészben  a   Sarnen című angol Wikipédia-szócikk ezen változatának fordításán alapul.  Az eredeti cikk szerkesztőit annak laptörténete sorolja fel. Ez a jelzés csupán a megfogalmazás eredetét és a szerzői jogokat jelzi, nem szolgál a cikkben szereplő információk forrásmegjelöléseként.
- Ez a szócikk részben vagy egészben  a   Sarnen című német Wikipédia-szócikk ezen változatának fordításán alapul.  Az eredeti cikk szerkesztőit annak laptörténete sorolja fel. Ez a jelzés csupán a megfogalmazás eredetét és a szerzői jogokat jelzi, nem szolgál a cikkben szereplő információk forrásmegjelöléseként.